# Cordey
Pour les articles homonymes, voir Cordey (homonymie).
Cordey est une commune française, située dans le département du Calvados en région Normandie, peuplée de 153 habitants (les Cordéens).

## Géographie
Située au sud du Calvados et de la campagne de Falaise, délimitée de l'Orne par la Baize et son affluent la Bilaine, Cordey est placée sur un versant, orienté au sud. Son petit bourg est installé en bordure de la RD 509 (ancienne route nationale 809), route Falaise - Bazoches, et traversé parallèlement à la vallée de la Baize par la RD 244. Il est à 6 km au sud de Falaise et à 10 km au nord de Putanges-Pont-Écrepin.
| Saint-Martin-de-Mieux     | Saint-Pierre-du-Bû     | Saint-Pierre-du-Bû     |
| Saint-Martin-de-Mieux     | Cordey                 | La Hoguette            |
| Bazoches-au-Houlme (Orne) | Neuvy-au-Houlme (Orne) | Neuvy-au-Houlme (Orne) |

### Hydrographie
La commune est située dans le bassin Seine-Normandie. Elle est drainée par la Baize, la Bilaine, le ruisseau du Val, le fossé 01 du Bel Air et divers autres petits cours d'eau,.
La Baize, d'une longueur de 26 km, prend sa source dans la commune de Habloville et se jette  dans l'Orne en rive droite en limite des Isles-Bardel et de Rapilly, après avoir traversé douze communes. 

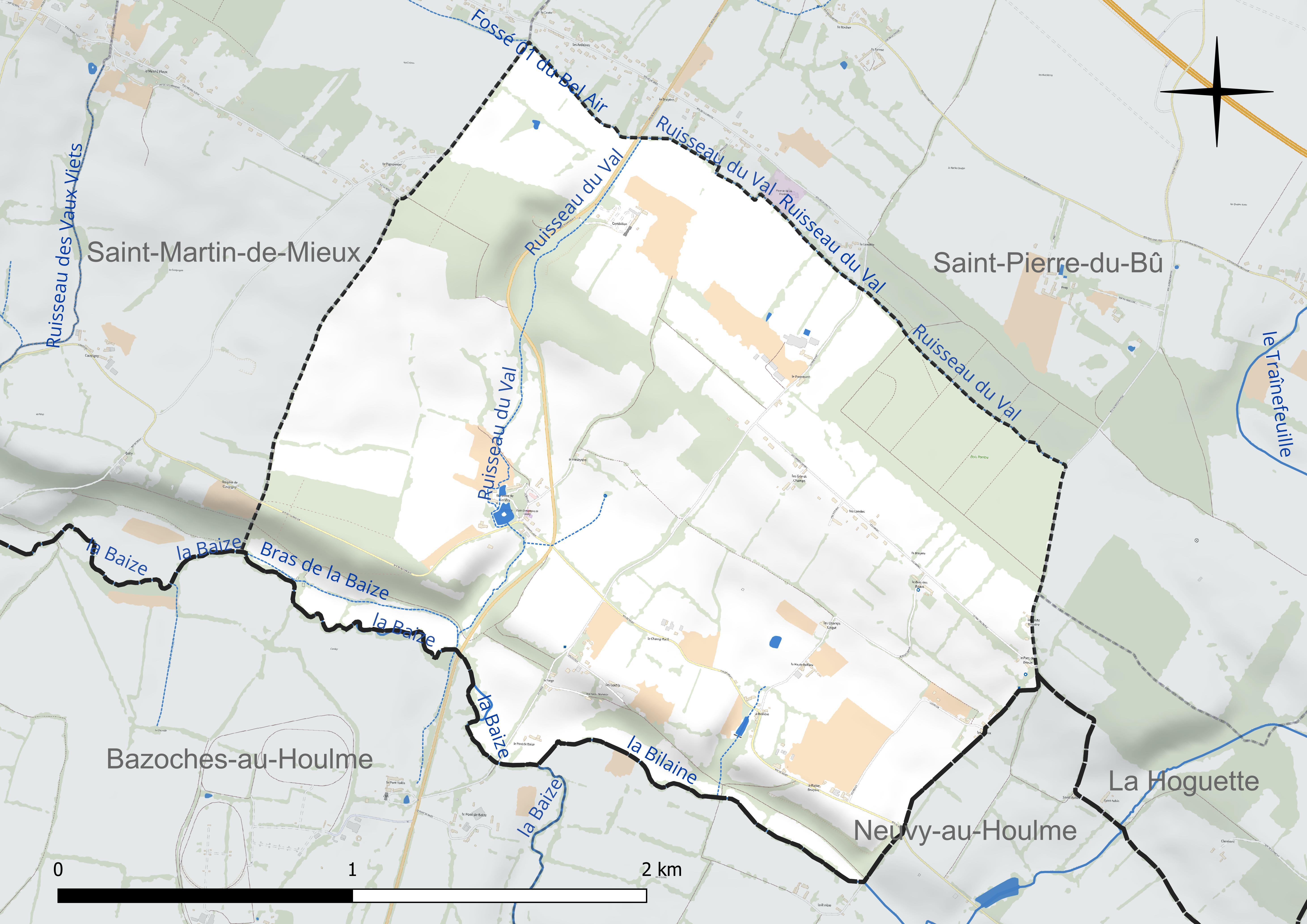
Réseau hydrographique de Cordey.

### Climat
Pour des articles plus généraux, voir Climat de la Normandie et Climat du Calvados.
En 2010, le climat de la commune est de type climat océanique altéré, selon une étude du CNRS s'appuyant sur une série de données couvrant la période 1971-2000. En 2020, Météo-France publie une typologie des climats de la France métropolitaine dans laquelle la commune est exposée à un climat océanique et est dans la région climatique  Normandie (Cotentin, Orne), caractérisée par une pluviométrie relativement élevée (850 mm/a) et un été frais (15,5 °C) et venté. Parallèlement le GIEC normand, un groupe régional d'experts sur le climat, différencie quant à lui, dans une étude de 2020, trois grands types de climats pour la région Normandie, nuancés à une échelle plus fine par les facteurs géographiques locaux. La commune est, selon ce zonage, exposée à un « climat des plateaux abrités », correspondant à la plaine agricole de Caen à Falaise, sous le vent des collines de Normandie et proche de la mer, se caractérisant par une pluviométrie et des contraintes thermiques modérées.
Pour la période 1971-2000, la température annuelle moyenne est de 10,1 °C, avec  une amplitude thermique annuelle de 13,1 °C. Le cumul annuel moyen de précipitations est de 791 mm, avec 12,5 jours de précipitations en janvier et 7,7 jours en juillet. Pour la période 1991-2020, la température moyenne annuelle observée sur la station météorologique la plus proche, située sur la commune de Damblainville à 11 km à vol d'oiseau, est de 11,6 °C et le cumul annuel moyen de précipitations est de 716,8 mm,. Pour l'avenir, les paramètres climatiques de la commune estimés pour 2050 selon différents scénarios d'émission de gaz à effet de serre sont consultables sur un site dédié publié par Météo-France en novembre 2022.

## Urbanisme

### Typologie
Au 1er janvier 2024, Cordey est catégorisée commune rurale à habitat très dispersé, selon la nouvelle grille communale de densité à 7 niveaux définie par l'Insee en 2022.
Elle est située hors unité urbaine. Par ailleurs la commune fait partie de l'aire d'attraction de Caen, dont elle est une commune de la couronne,. Cette aire, qui regroupe 296 communes, est catégorisée dans les aires de 200 000 à moins de 700 000 habitants,.

### Occupation des sols
L'occupation des sols de la commune, telle qu'elle ressort de la base de données européenne d'occupation biophysique des sols Corine Land Cover (CLC), est marquée par l'importance des territoires agricoles (80,1 % en 2018), une proportion identique à celle de 1990 (80,1 %). La répartition détaillée en 2018 est la suivante : 
prairies (48,6 %), terres arables (31,5 %), forêts (19,7 %), zones urbanisées (0,2 %). L'évolution de l'occupation des sols de la commune et de ses infrastructures peut être observée sur les différentes représentations cartographiques du territoire : la carte de Cassini (XVIIIe siècle), la carte d'état-major (1820-1866) et les cartes ou photos aériennes de l'IGN pour la période actuelle (1950 à aujourd'hui).

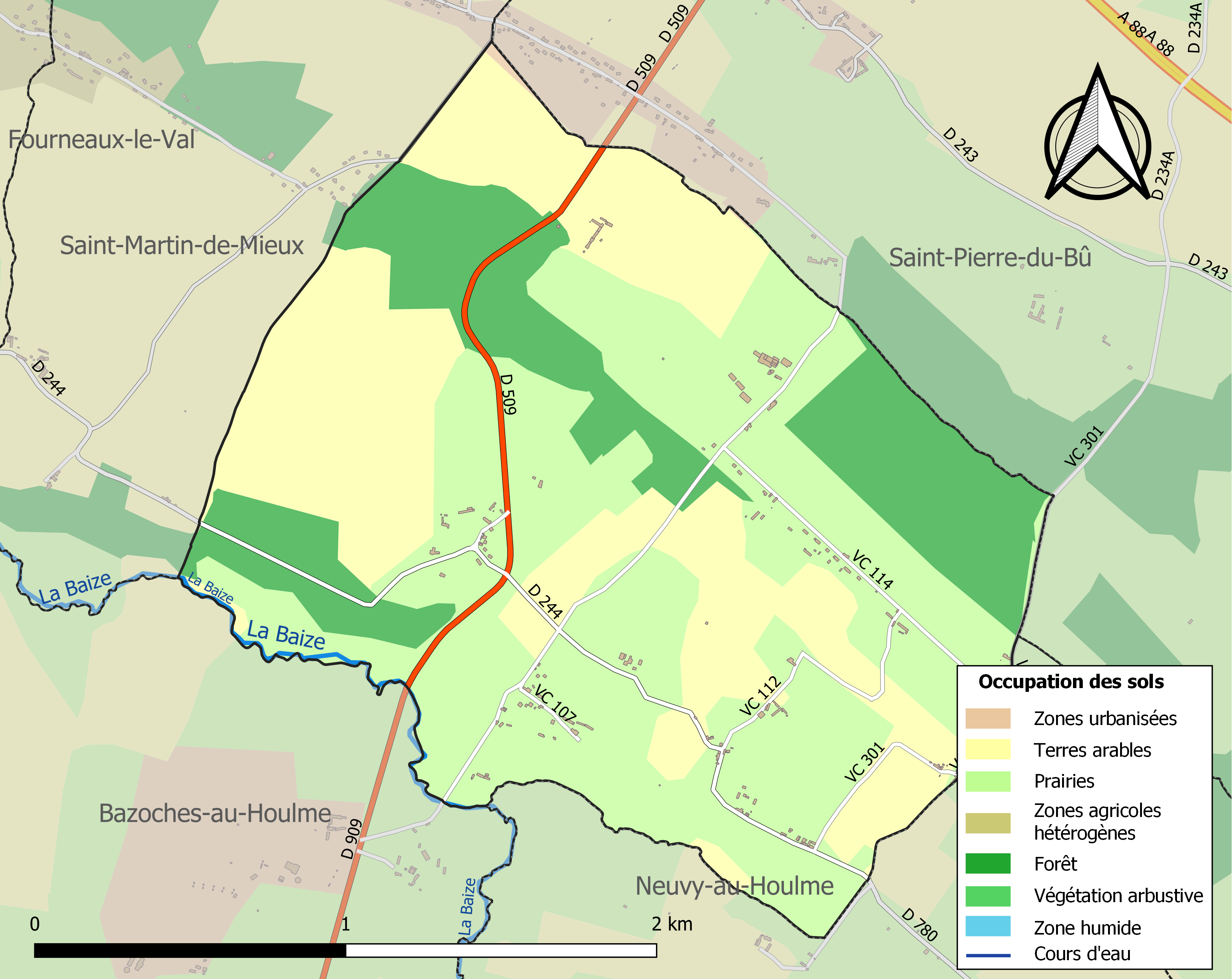
Carte des infrastructures et de l'occupation des sols de la commune en 2018 (CLC).

## Toponymie
Le nom de la localité est attesté sous les formes Cordey et Cordei en 1198.
Ce toponyme semble issu de l'anthroponyme latin ou roman Cordus et du suffixe -acum qui signifie : la « terre de cordius ».

## Politique et administration
| Période                                  | Période    | Identité      | Étiquette | Qualité                        |
| ---------------------------------------- | ---------- | ------------- | --------- | ------------------------------ |
| 1989                                     | avril 2014 | Guy Bailliart | PS        | Professeur, conseiller général |
| avril 2014                               | En cours   | Roger Bisson  | PS        | Retraité                       |
| Les données manquantes sont à compléter. |            |               |           |                                |

Le conseil municipal est composé de onze membres dont le maire et deux adjoints.

## Démographie
L'évolution du nombre d'habitants est connue à travers les recensements de la population effectués dans la commune depuis 1793. Pour les communes de moins de 10 000 habitants, une enquête de recensement portant sur toute la population est réalisée tous les cinq ans, les populations de référence des années intermédiaires étant quant à elles estimées par interpolation ou extrapolation. Pour la commune, le premier recensement exhaustif entrant dans le cadre du nouveau dispositif a été réalisé en 2006.
En 2022, la commune comptait 153 habitants, en stagnation par rapport à 2016 (Calvados : +1,58 %, France hors Mayotte : +2,11 %).
Cordey a compté jusqu'à 289 habitants en 1846.
| 1793 | 1800 | 1806 | 1821 | 1831 | 1836 | 1841 | 1846 | 1851 |
| ---- | ---- | ---- | ---- | ---- | ---- | ---- | ---- | ---- |
| 159  | 134  | 209  | 193  | 203  | 232  | 250  | 289  | 228  |

| 1856 | 1861 | 1866 | 1872 | 1876 | 1881 | 1886 | 1891 | 1896 |
| ---- | ---- | ---- | ---- | ---- | ---- | ---- | ---- | ---- |
| 233  | 219  | 217  | 195  | 201  | 204  | 166  | 150  | 143  |

| 1901 | 1906 | 1911 | 1921 | 1926 | 1931 | 1936 | 1946 | 1954 |
| ---- | ---- | ---- | ---- | ---- | ---- | ---- | ---- | ---- |
| 152  | 139  | 141  | 125  | 109  | 122  | 98   | 113  | 140  |

| 1962 | 1968 | 1975 | 1982 | 1990 | 1999 | 2006 | 2011 | 2016 |
| ---- | ---- | ---- | ---- | ---- | ---- | ---- | ---- | ---- |
| 119  | 127  | 111  | 128  | 147  | 159  | 130  | 143  | 153  |

| 2021 | 2022 | - | - | - | - | - | - | - |
| ---- | ---- | - | - | - | - | - | - | - |
| 154  | 153  | - | - | - | - | - | - | - |

## Lieux et monuments
- Église Saint-André (XIXe siècle).
- Château de Carabillon (XVIIIe siècle).
- La ferme de Cordey.
- Le monument aux morts, caractérisé par la petite taille de la statue qui couronne la colonne de pierre.
- Motte féodale[30].

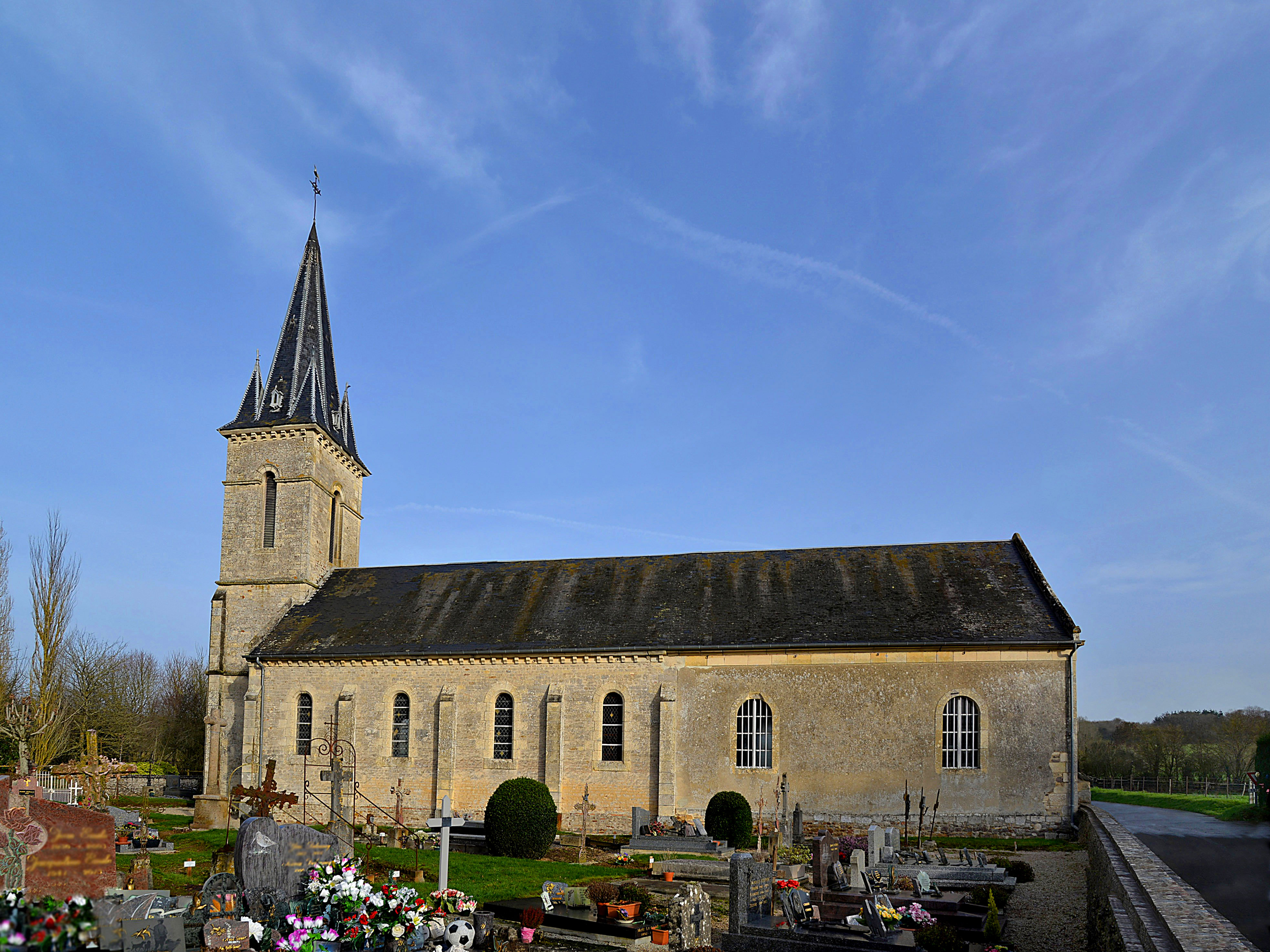
L'église Saint-André.
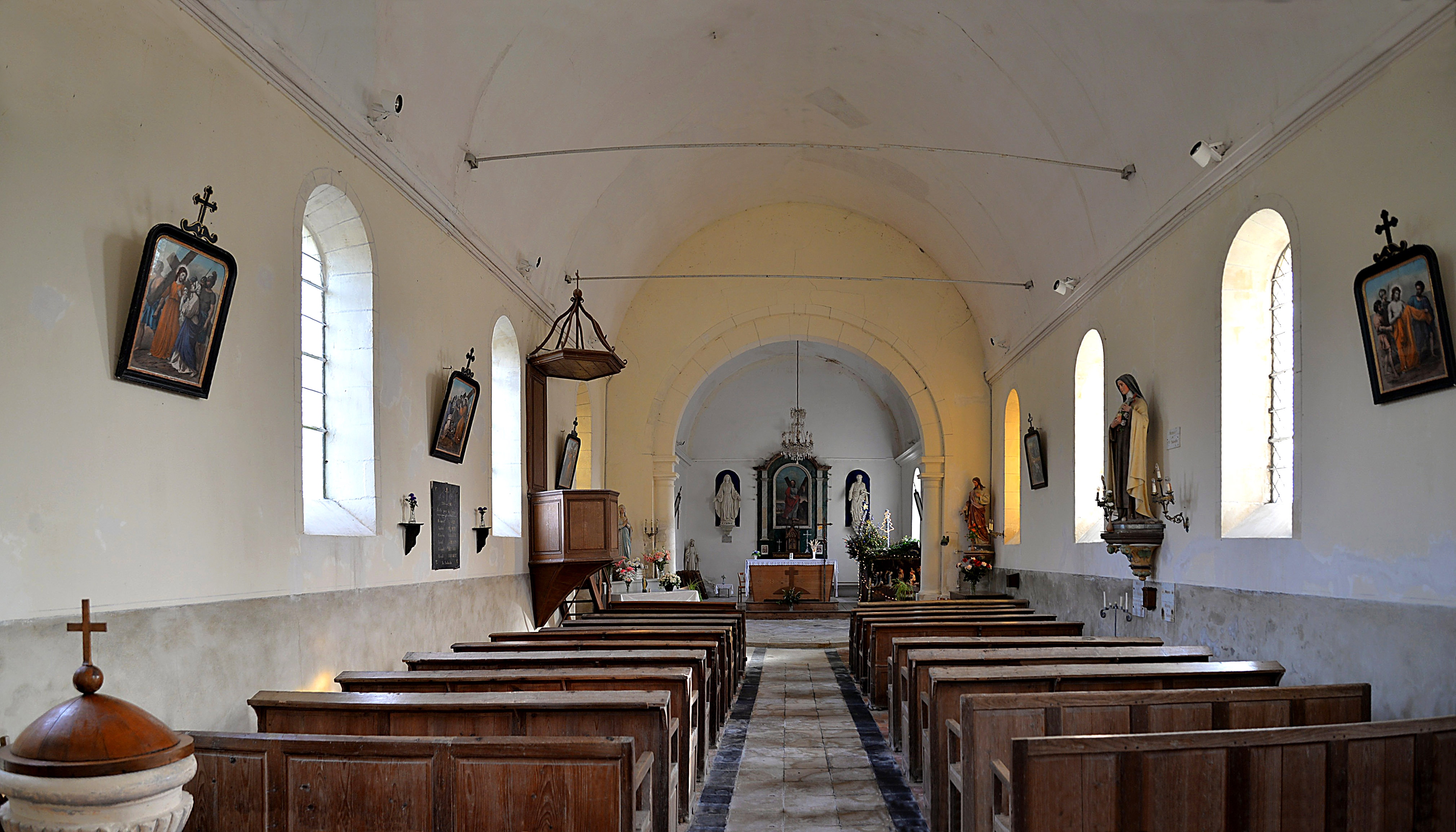
La nef de l'église Saint-André.
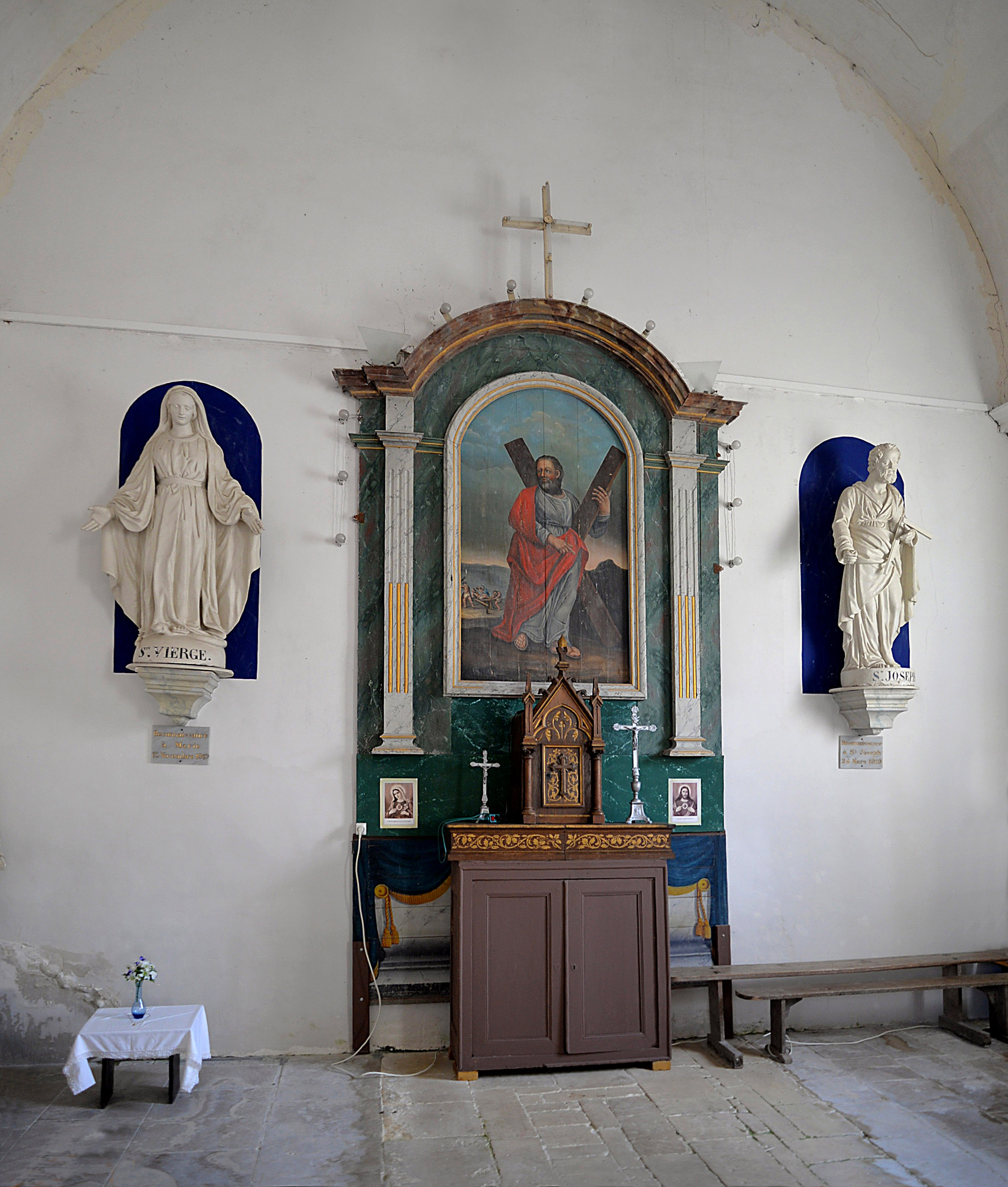
Le maître retable de l'église Saint-André.
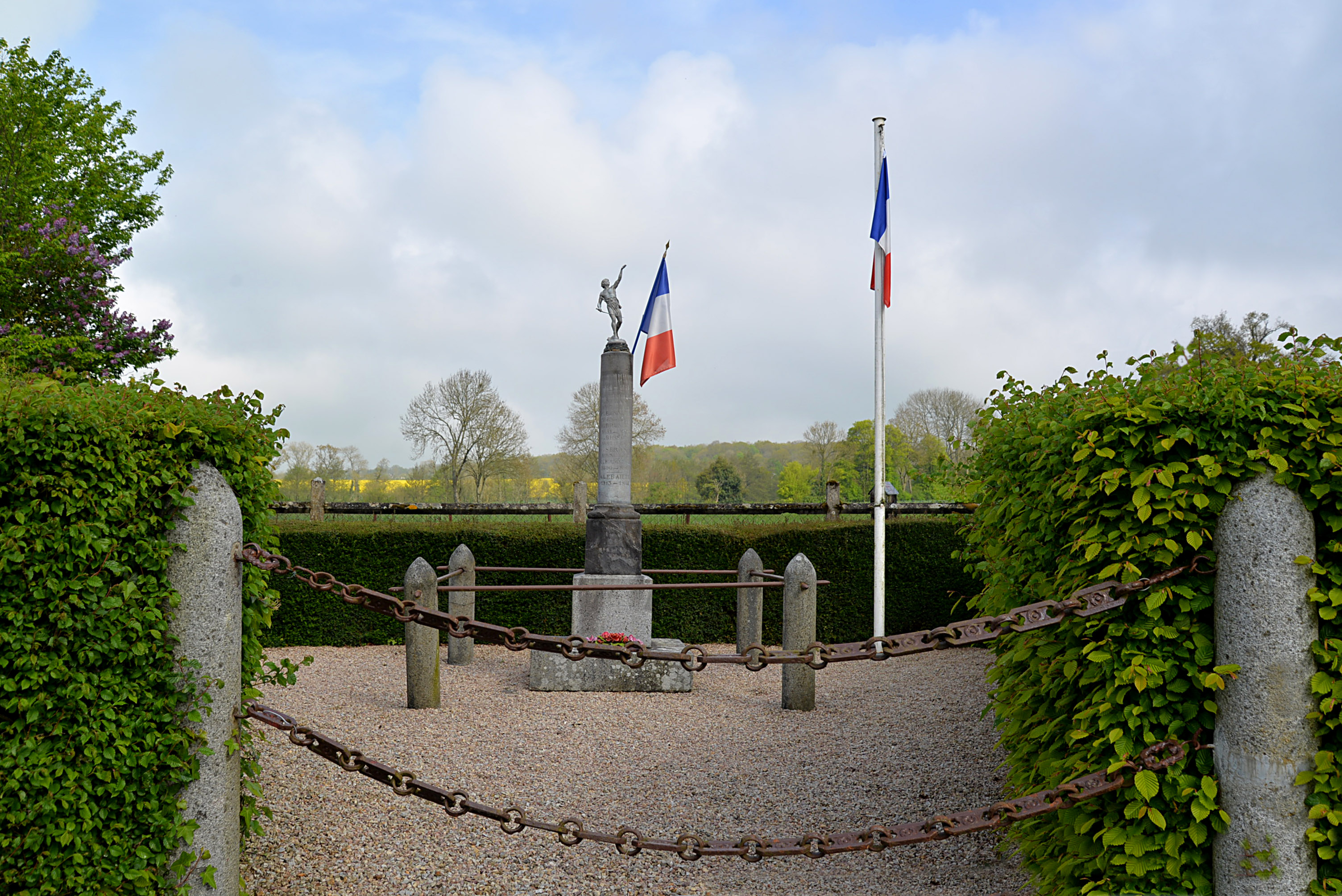
Le monument aux morts.

- L'ancienne carrière de Carabillon au nord du village est en zone naturelle d'intérêt écologique, faunistique et floristique de type I, sous le no 250008485 [31].